# منطقه ۸۱ (قطر)
منطقه ۸۱ یک منطقهٔ مسکونی در قطر است که در الریان (شهرداری) واقع شده‌است. منطقه ۸۱ ۱۶۰٫۵ کیلومتر مربع مساحت و ۱۲٬۴۸۳ نفر جمعیت دارد.